# 네아스미르니

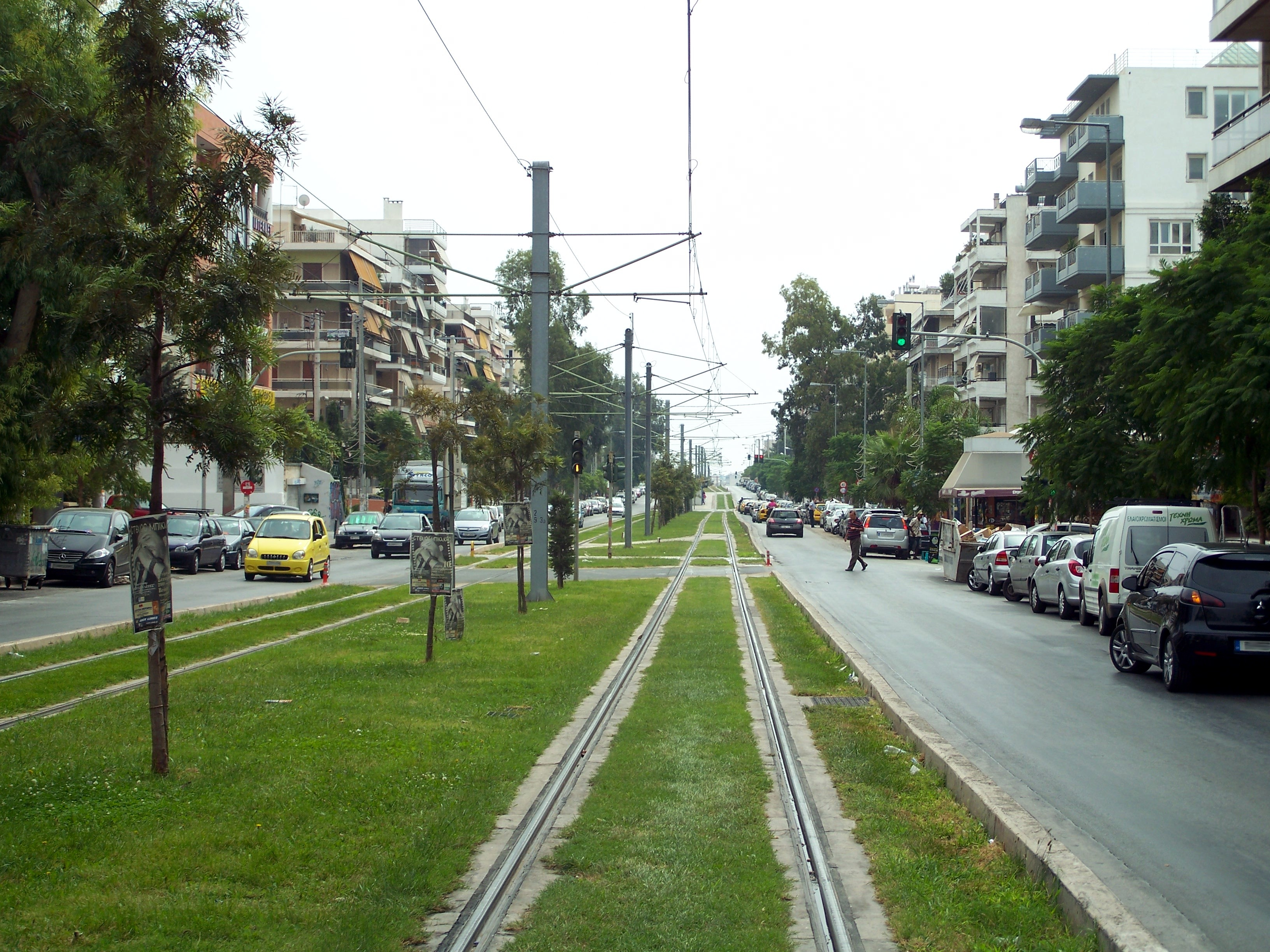

네아스미르니(그리스어: Νέα Σμύρνη, "새로운 스미르나"라는 뜻)는 그리스의 수도인 아테네 남부에 위치한 도시로 면적은 3.524km2, 높이는 50m, 인구는 73,076명(2011년 기준), 인구 밀도는 21,000명/km2이다.
1922년 그리스-터키 인구 교환으로 인해 생겨난 난민들이 정착하면서 신설되었으며 도시 이름은 스미르나(현재의 터키 이즈미르)에서 유래된 이름이다.

## 지리
아테네 중심가에서 서남쪽으로 4km 떨어진 지점에 있다. 네아스미르니 시가지는 아테네 및 주변 지역들과 연속되어 있으며 사실상 아테네의 일부분으로 보는 경우가 많다. 북쪽으로 인접한 칼리테아(Καλλιθέα)에 이어 그리스에서 2번째로 인구 밀도가 높은 행정 지역이다.

## 스포츠
1890년 오스만 제국의 스미르나(현재의 터키 이즈미르)에서 창립된 종합 스포츠 클럽 파니오니오스 GSS(그리스어: Πανιώνιος Γυμναστικός Σύλλογος Σμύρνης, 스미르나 범(汎)이오니아 체육회)가 1923년 이 곳으로 근거지를 옮겼으며, 네아스미르니 경기장을 홈 경기장으로 하고 있다. 이 클럽에서 가장 알려진 부문은 축구 클럽인 파니오니오스 GSS이다. 또한 1928년 창립된 농구/배구 클럽인 AONS 밀론(AONS Milon)이 있다.